# Roßbach (Bajorország)
Roßbach település Németországban, azon belül Bajorországban. Lakosainak száma 2944 fő (2023. december 31.). Roßbach Arnstorf, Johanniskirchen, Aldersbach, Eichendorf és Osterhofen községekkel határos.

## Népesség
A település népessége az elmúlt években az alábbi módon változott:
| Lakosok száma | 2617 | 1349 | 2863 | 2902 | 2908 | 2973 | 2985 | 2944 | 2938 | 2944 |
|               | 1970 | 1975 | 2011 | 2012 | 2014 | 2015 | 2017 | 2019 | 2022 | 2023 |